# Chiesa della Madonna delle Lacrime
La chiesa della Madonna delle Lacrime o chiesa della Madonna del Pianto è un edificio di culto cattolico situato in via Carriona a Carrara, in provincia di Massa-Carrara.

## Descrizione
La chiesa presenta all'esterno un porticato a due colonne e due pilastri monolitici in marmo, chiuso da una cancellata. Agli angoli della facciata, due lesene in marmo reggono un cornicione pure marmoreo, sovrastato da un cornicione barocco.
L'interno è omogeneamente settecentesco; nell'altare posto nella parete di sinistra si conserva una tela seicentesca raffigurante Cristo che incorona la Vergine; l'altare maggiore è opera di Francesco Baratta (1722), e conserva la venerata immagine della Madonna delle Lacrime del carrarese Giusto di Domenico Utens (nipote del pittore fiammingo Giusto Utens), qui trasportata nel 1651 dall'antico ponte delle Lacrime alla Lugnola.